# Gioco del Duende
Gioco del Duende è un album della cantante italiana Silvia Salemi,  pubblicato nei primi di marzo 2003.
Dopo aver sostenuto degli esami di letteratura spagnola, l'artista decide di intitolare il suo album facendo riferimento al Duende, figura appartenente alla cultura spagnola, una sorta di spirito che rende un interprete capace di emozionarsi ed altresì permette che tale emozione venga trasmessa al pubblico.
L'album include il singolo Nel cuore delle donne, presentato nello stesso anno al Festival di Sanremo e classificatosi ottavo. Escono poi altri due singoli: Dimenticami e Sì, forever.

## Tracce
1. Dimenticami
2. Nel cuore delle donne
3. 1 cosa è il sesso, 1 cosa è il cuore
4. Sì, forever
5. Cuore da hippy
6. Le canzoni radiofoniche
7. 1 è o non è
8. Guido di notte
9. Evaeva
10. Il ritorno
11. Le cose importanti